# Ljube Boškoski
Ljube Boškoski (Љубе Бошкоски) (Čelopek, 24 ottobre 1960) è un politico macedone, già Ministro dell'interno della Repubblica di Macedonia, noto tra i suoi sostenitori come "fratello Ljube" (Брат Љубе, Brat Ljube).
Ha comandato una unità speciale operazioni tattiche della polizia macedone durante l'insurrezione del 2001, nella Repubblica di Macedonia che fu poi accusato dal Tribunale dell'Aja di crimini di guerra.
Candidatosi come indipendente alle elezioni presidenziali del 2009, ha ottenuto 145.638 voti pari al 14.87% delle preferenze.